# Pride and Fall
Pride And Fall – norweski zespół futurepop z elementami darkwave powstały w roku 2000 w Stavanger. Od początku istnienia w skład zespołu wchodzą Sigve Monsen, Per Waagen i Svein Joar A. Johnsen. 

## Historia
Historia zespołu rozpoczyna się od momentu gdy Sigve i Svein dochodzą do wniosku, że chcą tworzyć bardziej elektroniczną i zorientowaną na odtwarzanie w klubach muzykę od tej, jaką grali dotąd w swym dotychczasowym gotycko/darkwave'owym projekcie An Evening With Kisses. W rezultacie na przełomie roku 2000/2001 wraz z Perem Waagenem tworzą Pride and Fall. Nie była to ich pierwsza współpraca, Per uprzednio współpracował ze Sigvem w latach dziewięćdziesiątych w Stavanger w doom metalowym zespole o nazwie Vidvandre. W zespole, w którym Sigve śpiewał a Per był perkusistą grał też Frank Claussen, który później wszedł w skład bardzo znanego zespołu na scenie dark independent Theatre of Tragedy.
Niedługo później Pride and Fall wydaje pierwsze demo a zaraz za nim w roku 2003 swój debiutancki album Nephesh. Album jak i promujący go singiel Paragon ukazuje się nakładem firm Dependent in Europe, Metropolis Records w Stanach Zjednoczonych i Memento Materia w Skandynawii. W roku 2004 zespół gra pierwsze koncerty poza granicami kraju m.in. w klubie Cyberia/X-Club w Holandii, podczas Invitation Festival w Belgii czy Dark City Festival w Szkocji.
Pod koniec roku 2005 zespół publikuje swój drugi singiel Border (dostępny wyłącznie jako cyfrowy download) a w roku 2006 swój kolejny album Elements of Silence. Wydana przez Dependent Records wersja płyty zawiera koncertową wersję utworu December jako ukrytą ścieżkę poprzedzającą całą zawartość płyty (tzw. pregap). W tym samym roku zespół wyjeżdża na krótkie tournée po Wielkiej Brytanii supportując grupę Covenant podczas ich trasy SkyShaper. Występy obejmują takie miejsca jak Edwards no.8 w Birmingham, The Liquid Room w Edynburgu, Corporation w Sheffield czy Islington Academy w Londynie.
Trzeci album zespołu In My Time of Dying, opublikowany 17 sierpnia 2007 roku planowany był jako ostatnie wydawnictwo Dependent Records, jako że wytwórnia planowała zakończenie działalności ze względu na skalę piractwa muzycznego twórczości, którą promowali. 15 września 2007 album ten osiągnął numer #1 w German Alternative Charts, a jego limitowana edycja digipak została wyprzedana. W roku 2011 zespół przystępuje do nagrywania nowej płyty, która ostatecznie ukazuje się na początku 2013. Płyta zatytułowana Of Lust and Desire jest czwartym pełnowymiarowym wydawnictwem grupy wydanym ponownie przez Dependent Records, jako że w roku 2009 wytwórnia wznowiła działalność wydając ponownie płyty CD we współpracy z Metropolis Records. Wydaniu płyty towarzyszyła emisja EP'ki Turn The Lights On w roku 2014 zawierającej remiksy i klubowe wersje piosenki Turn The Lights On z repertuaru zespołu Ginger Snap5 oraz niepublikowany uprzednio utwór As I Carve. 26 sierpnia 2016 roku zespół opublikował swój najnowszy album  Red For the Dead, Black For the Mourning.
Zespół Pride and Fall brał udział w wydarzeniach i festiwalach takich jak Castle Party 2007 w Bolkowie, Wave Gotik Treffen 2007 oraz 2016 w Lipsku, Kinetik Fest Montreal w roku 2009 czy Infest Festival w Bradford w roku 2013.

## Skład
- Sigve Monsen
- Per Waagen
- Svein Joar Auglaend Johnsen

## Dyskografia

### Albumy
- Nephesh (2003, Dependent/Metropolis Records)
- Elements of Silence (2006, Dependent/Metropolis Records/Memento Materia)
- In My Time of Dying (2007, Dependent)
- Of Lust and Desire (2013, Dependent/Metropolis Records)
- Red For the Dead, Black For the Mourning (2016, Dependent)

### Single
- Paragon (2003, Dependent/Metropolis Records)
- Border (2005, Dependent, tylko download)
- Violence (2006, Dependent)
- Turn The Lights On (2014, Dependent)

### Promo
- Pride and Fall EP (2001)